# Kleine rupsklauwier
De kleine rupsklauwier (Tephrodornis pondicerianus) is een zangvogel uit de familie Vangidae (vanga's). Het is een middelgrote vogel die zowel op een klauwier als een vliegenvanger lijkt. Ze komen voor in een groot gebied van het Indische Subcontinent tot Indochina.

## Beschrijving
De kleine rupsklauwier lijkt sterk op de grote rupsklauwier. Hij is gemiddeld iets kleiner (16 tot 17 cm lang) en is donkergrijs van boven en lichtgrijs tot wit van onder. Rond het oog zit een bijna zwart "masker", met daarboven een witte wenkbrauwstreep (die de grote rupsklauwier niet heeft). Verder heeft de kleine rupsklauwier witte buitenste staartpennen. De witte stuit is kleiner (soms ontbrekend) dan de stuit van de grote rupsklauwier.

## Voorkomen en leefgebied
Deze vogel komt voor van Pakistan tot Vietnam en telt drie ondersoorten:
- T. p. pallidus: Pakistan en noordwestelijk India.
- T. p. pondicerianus: van oostelijk India tot zuidelijk Laos.
- T. p. orientis: Cambodja en zuidelijk Vietnam.

Het is een vogel van half open landschappen met loofbos tot op een hoogte van 1500 m boven de zeespiegel.

## Status
De kleine rupsklauwier heeft een groot verspreidingsgebied en daardoor alleen al is de kans op uitsterven uiterst gering. De grootte van de populatie is niet gekwantificeerd. Er is geen aanleiding te veronderstellen dat de soort in aantal achteruit gaat. Om die redenen staat deze rupsklauwier als niet bedreigd op de Rode Lijst van de IUCN.